# الغبارية (أسلم)

تعديل مصدري - تعديل

الغبارية هي إحدى قرى عزلة أسلم الوسط بمديرية أسلم التابعة لمحافظة حجة، بلغ تعداد سكانها 505 نسمة حسب تعداد اليمن لعام 2004.